# Štakavizam
Štakavizam je naziv za promjenu praslavenske suglasničke skupine *št' u št. Redovito se spominje uz šćakavizam. Riječ je o istočnojužnoslavenskoj jezičnoj inovaciji koja se postupno širila na istok, odnosno na štokavske i torlačke govore. Pretpostavlja se kako se ova promjena provela već u razdoblju 7. i 8. st., odnosno prije formiranja narječja, u mlađem općeslavenskom razdoblju, odnosno pri samom kraju općeslavenskog razdoblja. U isto vrijeme došlo je do promjene praslavenskih jotiranih dentala *t' i *d' i suglasničke skupine *žd'.
Primjeri štakavizma su u riječima gušter, ognjište, ištete, raštika. U istočnojužnoslavenskim jezicima (makedonski, bugarski), razvoj suglasničke skupine št je dosljedniji, odnosno suglasnička skupina št se ostvaruje i na mjestu jotiranog dentala *t' u primjerima nošt, pešt (noć, peć).

## Razvoj praslavenske suglasničke skupine *št'
| praslavenski | čakavska protojedinica      | kajkavska protojedinica | zapadnoštokavska protojedinica | istočnoštokavska protojedinica |
| ------------ | --------------------------- | ----------------------- | ------------------------------ | ------------------------------ |
| *št'         | št' (ognjišt'e, išt'ete), ś | šč (ognjišče, iščete)   | šć (ognjišće, išćete)          | št (ognjište, ištete)          |

Štakavski ostvaraj u tablici je prikazan podebljano.

## Rasprostranjenost štakavizma
Štakavizam se u razdoblju prije migracija u 16. st. širio na prostoru štokavskih i torlačkih govora u Vojvodini i Srbiji, u istočnoj Hercegovini, u Crnoj Gori. Jezična slika se uvelike mijenja migracijama i govornici šćakavskih i štakavskih govora se pomiču prema sjeverozapadu. Govore koji danas čuvaju štakavski ostvaraj praslavenskog *št' nazivamo štakavskim govorima.